# 湯瑪斯·帕特南
托马斯·帕特南（1652年3月22日—1699年6月3日）是塞勒姆審巫案的原告之一，他同時也是另一名重要原告安·帕特南的父親。托马斯是定居於麻薩諸塞州塞勒姆的古老家族帕特南家族的一員，美國獨立戰爭軍官伊斯雷尔·帕特南是他的姪子。
他的父親老托马斯·帕特南中尉（Thomas Putnam Sr.；1615年－1716年）是全塞勒姆最有錢的居民之一，然而托马斯卻沒能繼承父親和岳父的主要遺產，他的同父異母兄弟約瑟夫才是在老托马斯的遺囑中受益最大的。約瑟夫入贅到帕特南家族的競爭對手波特家族（Porter family）當中，使得家族間的競爭與仇恨更為惡化。
在1692年至1693年的塞勒姆審巫案當中，帕特南家族的許多成員成為了審巫案的原告，包括托马斯自己，他的妻子安，和他的女兒小安·帕特南在內。在他們指控的對象當中，有許多都是波特家族的成員。據信托马斯·帕特南在塞勒姆審巫案中指控了43人，而他的女兒安則指控了多達62人。
托马斯與妻子共育有12名子女。他與妻子同樣死於1699年，10名子女在他們死後成為孤兒，而另外2名在當時已經過世了。

## 大眾文化中的托马斯·帕特南
- 《激情年代》（1953年），美國劇作家亞瑟·米勒所著，劇中他和妻子只育有一名女兒「露絲」（Ruth），即歷史上的安·帕特南。他透過自己的女兒去誣陷鄰居吉爾斯·科里的妻子瑪莎·科里為女巫，以奪取科里家的農場土地。